# Vindey
Vindey település Franciaországban, Marne megyében. Lakosainak száma 106 fő (2022. január 1.). Vindey Sézanne, Chichey, Le Meix-Saint-Epoing, Mœurs-Verdey és Saudoy községekkel határos.

## Népesség
A település népessége az elmúlt években az alábbi módon változott:
| Lakosok száma | 162  | 152  | 157  | 128  | 127  | 126  | 116  | 110  | 109  | 106  |
|               | 1968 | 1982 | 1990 | 2006 | 2013 | 2015 | 2017 | 2019 | 2020 | 2022 |